# Association sportive Oran Centre
Maillots
L'Association Sportive Oran Centre (en arabe : الجمعية الرياضية وهران الوسطي) est un club de football algérien féminin basé dans la ville d'Oran.
Il évolue en première division du championnat d'Algérie lors de la saison 2016-2017.